# Odesheim
Odesheim ist ein Stadtteil von Bad Münstereifel im Kreis Euskirchen, Nordrhein-Westfalen und gehört zur Dörfergemeinschaft und ehemals eigenständigen Gemeinde Mutscheid.

## Geographie
Odesheim liegt im Nordosten der Eifel, etwa 15 km südöstlich der Altstadt von Bad Münstereifel. Der Ort liegt eingebettet im Naturraum Nordeifel, unweit vom Michelsberg (588 m ü. NHN) und vom Aremberg (623 m ü. NHN). Die höchste Erhebung des Dorfes ist die Biersnück mit 468 m ü. NHN. In einer Mulde auf einer kleinen Erhebung gelegen bietet sich ein Blick auf den Aremberg, den Michelsberg und bis zu den Höhenzügen der östlichen Hocheifel mit Hohe Acht (747 m ü. NHN) und Nürburg (679 m ü. NHN).

## Klima
Odesheim gehört zum Regenschattengebiet der Osteifel (im Lee der westlichen Hocheifel und Schneifel) und weist deswegen nur durchschnittliche Jahresniederschläge von 700 mm bis 800 mm auf. Im Ort selbst herrscht eine jahresdurchschnittliche Lufttemperatur von 6,5 °C bis 7,0 °C und eine Julitemperatur von etwa 15 °C. Die Länge der Vegetationszeit liegt bei 130 bis 140 Tagen. Der mittlere Beginn der Apfelblüte ist zwischen dem 10. und 20. Mai. Die Winterroggenernte beginnt zwischen dem 29. Juli und 8. August.

## Geschichte
Odesheim ist eine der ersten Siedlungen im Bereich der Mutscheid und war vermutlich bereits in keltischer Vorzeit Mittelpunkt eines lokalen Kalendersystems zur Bestimmung der Sonnenwenden. Der Name des Ortes ist wahrscheinlich auf die germanische Gottheit Odin zurückzuführen.
Der Ort gehört kirchenrechtlich zur Kirchengemeinde Mutscheid und blickt wie auch die Gemeinde Mutscheid auf eine über 1000-jährige Geschichte zurück. Zusammen mit Mutscheid wurde auch Odesheim 893 im Prümer Urbar erstmals zusammen mit dem Gut Hospelt als Besitz der Abtei Prüm erwähnt. Ursprünglich bestand die Gemeinde aus einer Ansammlung kleiner Höfe, die dem Gut Hospelt unterstanden und der Versorgung des Klosters in Münstereifel dienten.
Odesheim wurde am 1. Juli 1969 zusammen mit der Gemeinde Mutscheid nach Bad Münstereifel eingemeindet.

## Kapelle St. Lüfthildis
Die Kapelle wurde im Jahr 1752 fertiggestellt und der heiligen Lüfthildis geweiht. 1830 wurde das Dach renoviert. Der Dachreiter beherbergt eine 25 kg schwere Glocke, von der weder das Gussjahr, noch der Hersteller bekannt sind.

## Verkehr
Die VRS-Buslinie 819 der RVK verbindet den Ort mit Bad Münstereifel und weiteren Nachbarorten, überwiegend als TaxiBusPlus im Bedarfsverkehr.
| Linie | Verlauf |
| ----- | --- |
| 819   | MiKE (außer im Schülerverkehr): Bad Münstereifel Bf – Bad Münstereifel Eifelbad – Eicherscheid – Schönau – Mahlberg – Reckerscheid – Willerscheid – Soller – Hummerzheim – Odesheim – Hünkhoven – Rupperath |

## Sehenswertes

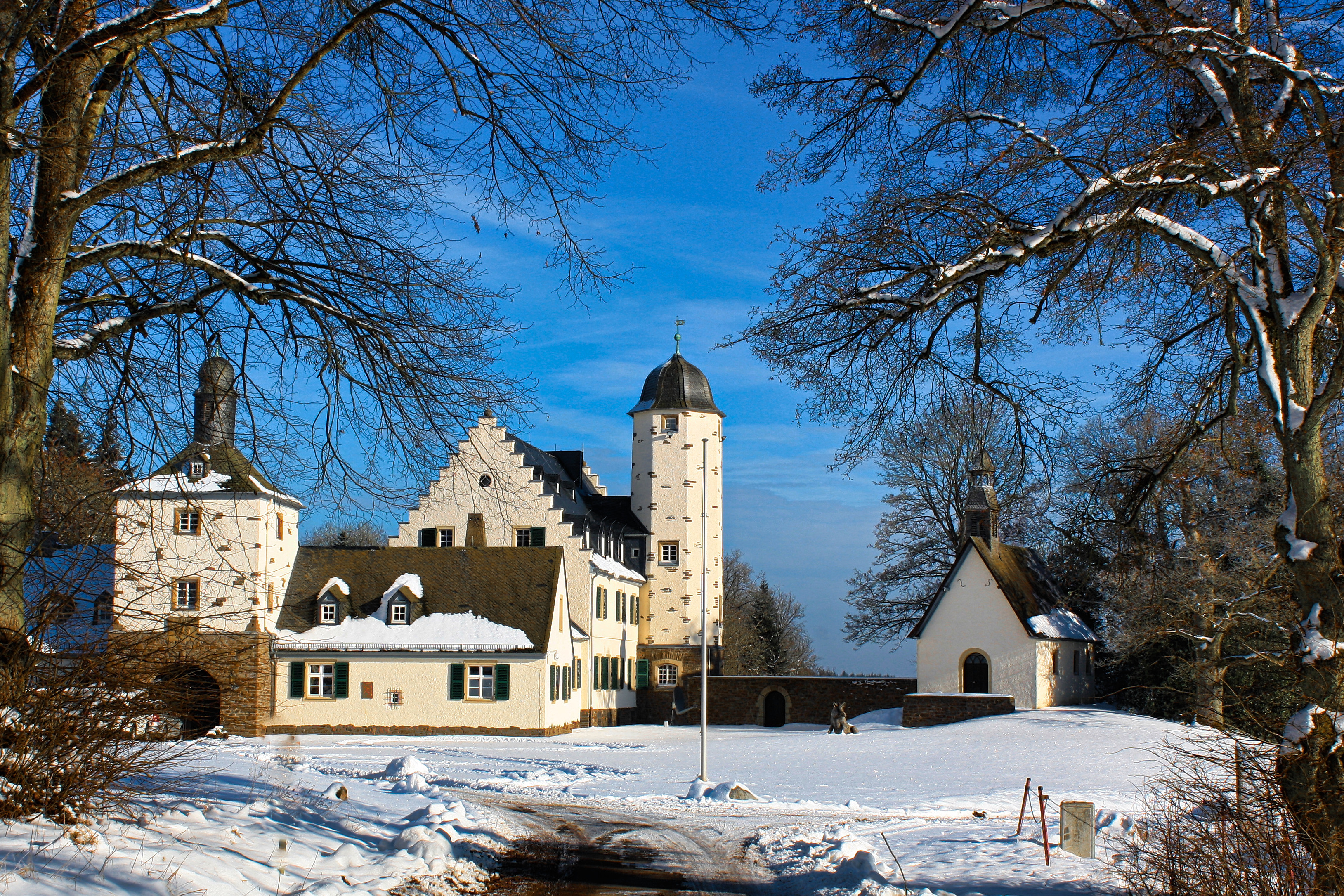
Gut Hospelt bei Odesheim

- Gut Hospelt mit einem Wildtiergehege